# 八幡神

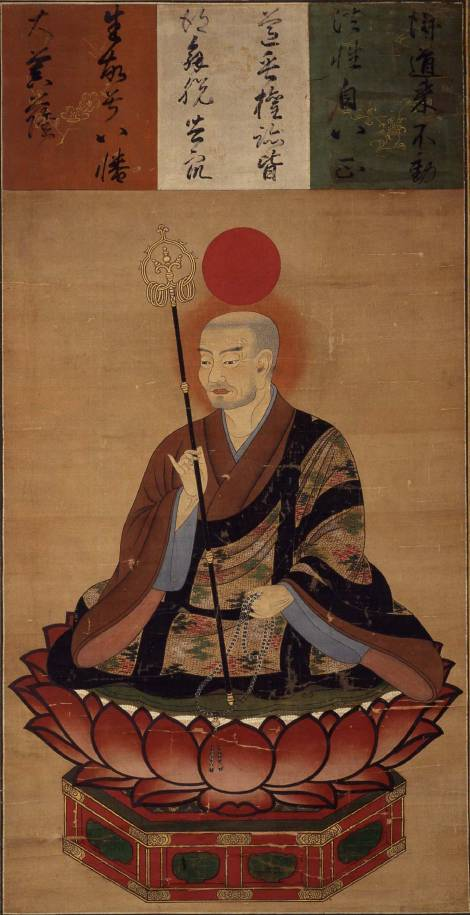
僧形八幡神

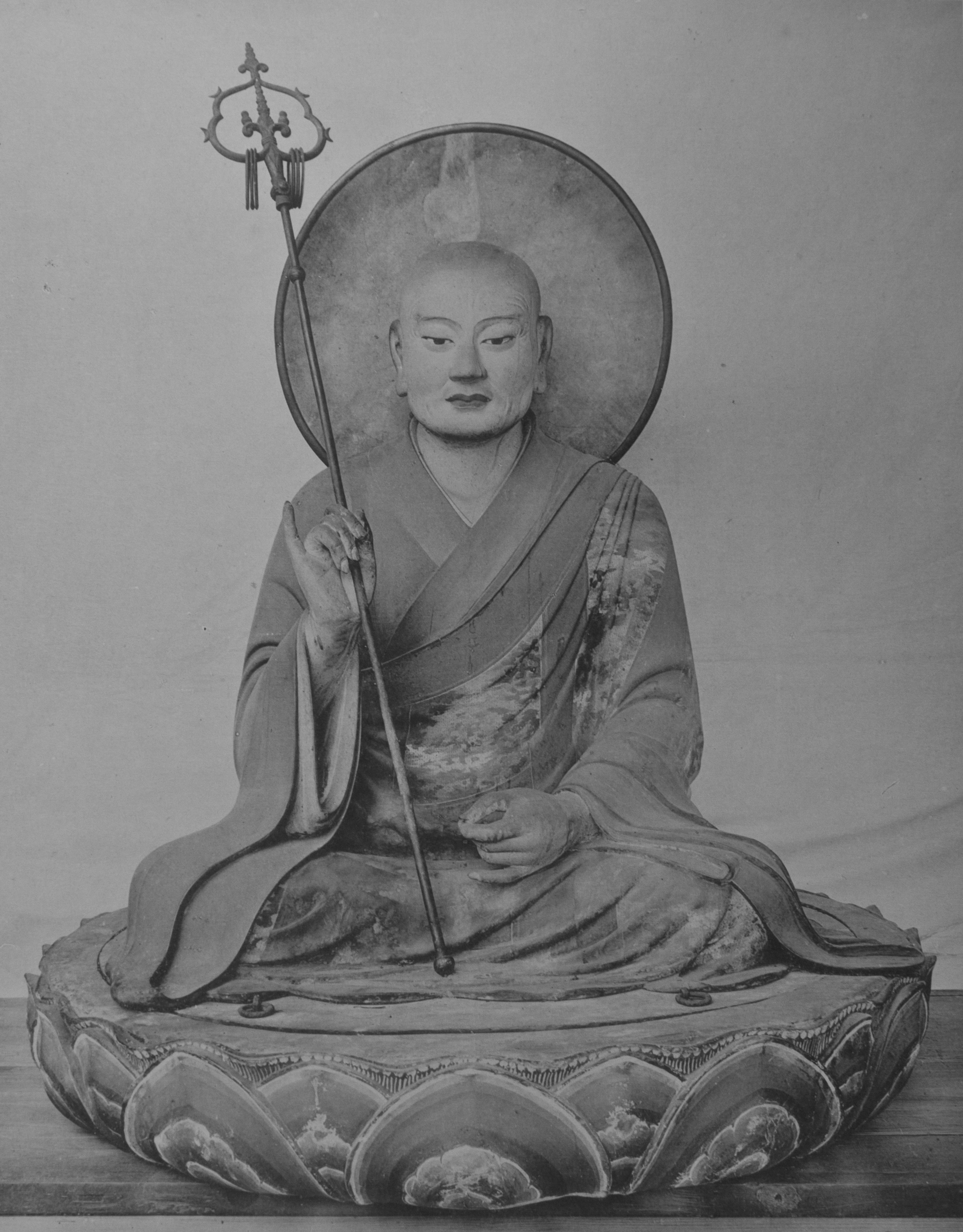
快慶作 僧形八幡神像 東大寺

八幡神（日语：はちまんしん、やはたのかみ、やわたのかみ）是日本的軍神、八幡宮的祭神，自古以來就是日本皇室的祖神、源氏武士的氏神，又稱為八幡大菩薩。

## 歷史
《續日本紀》中記載聖武天皇在藤原廣嗣之亂時，下詔大將軍大野東人祈請八幡神之事。從欽明天皇的時代開始，八幡神乃被視為應神天皇。平安時代以來，八幡神受到神佛習合思想的影響，成為佛教的護法神，而有八幡大菩薩的稱號（也是日本佛教中阿弥陀如来之權現）。
八幡神是日本天皇祖神，所以源自皇室的源氏武士也以八幡神為氏神；進入鎌倉時代，由於源賴朝任幕府將軍、創設鎌倉幕府，八幡神也演變為武神與武家的守護神。明治時代，在神佛分離的政策下，佛教式的八幡大菩薩神號被禁止，但是仍根深柢固存在；太平洋戰爭末期，在日本陸軍、海軍的航空基地可見書寫著「南無八幡大菩薩」的旗幟，是飛行員（特別是神風特攻隊員）的信仰對象。

## 造像
有著漢服持笏者、公卿冠冕者、武士家居模樣者、戎裝甲冑者、乘馬彎弓者、拔刀欲出者，如為佛教徒奉祀，則多為僧形，著袈裟錫杖，或托缽、持念珠、持蓮花等，尊之為八幡大菩薩。

## 祭神
祭神以應神天皇為主神，左右為比賣神和神功皇后，三座一體合稱八幡神（亦稱八幡三神），但也有左右為仲哀天皇和玉依姫命之例。比賣神有諸多說法，可能是宗像三女神的市杵島姬命，近年也被認為可能是卑彌呼或天照大神。

## 八幡宮‧八幡神社
宇佐神宮是日本4萬餘座八幡宮、八幡神社的總本社，以下四社中的「宇佐、石清水、鶴岡」或「宇佐、石清水、筥崎」三社被稱為「日本三大八幡」。
- 宇佐神宮（大分縣宇佐市） - 官幣大社、名神大社、勅祭社
- 石清水八幡宮（京都府八幡市） - 官幣大社、二十二社、勅祭社
- 筥崎宮（福岡縣福岡市） - 官幣大社、名神大社
- 鶴岡八幡宮（神奈川縣鎌倉市） - 國幣中社

## 關連項目
- 八幡愚童訓